# Lecco Calcio a 5
L'Associazione Sportiva Dilettantistica Lecco Calcio a 5 è una società italiana di calcio a 5 con sede a Lecco, militante nel girone A di Serie A2 Élite.

## Storia

### Le origini
La Duemilauno Lecco Calcio a 5 nasce il 31 marzo 2001 dall'intuizione di Massimo Sala e Massimo Falbo di creare una squadra che riunisse i migliori giocatori tra quelli partecipanti al torneo cittadino Città di Lecco. Sui campi di Airuno la neonata formazione biancorossoblù gioca il campionato provinciale UISP e lo vince. Pur proseguendo nell'attività UISP, nel 2002 la società viene affiliata alla FIGC prendendo parte al campionato di serie D che conclude al settimo posto. La stagione seguente, la prima disputata con le maglie blucelesti, vince il proprio girone conquistando la promozione alla serie C2 regionale.
La squadra lecchese, nel frattempo divenuta Lecco Calcio a 5, nella stagione 2004-05 vince il campionato di serie C2. Durante il campionato di serie C1 si ha il trasloco dal Palazzetto "San Giorgio" di Molteno al PalaNovella di Vercurago mentre in panchina si alternano tre mister (compreso il capitano Dario Martucci nel doppio ruolo di allenatore-giocatore) che portano alla conquista della Coppa Italia regionale ma non a quella di categoria, eliminati dal Karalis Cagliari. In campionato la squadra si piazza al secondo posto alle spalle del Real Cornaredo. Vittorioso nella fase regionale (elimina Carioca Cardano e Virtus Brescia), il Lecco paga l'inesperienza nei playoff nazionali venendo eliminato al primo turno.

### L'approdo in serie B
La Serie B arriva comunque grazie a un ripescaggio: il Lecco viene inserito nel girone A insieme a formazioni lombarde, piemontesi e liguri, raggiungendo la salvezza con tre giornate di anticipo e classificandosi settimo. In questa stagione viene inoltre creata la formazione juniores affidata alle cure di Marco Zucchi e Alessio Bianchi che chiude il campionato al nono posto. Alla fine del campionato la squadra riesce a qualificarsi ai playout, ma sono sconfitti dai valdostani dell'Aymavilles, abbandonando la categoria dopo due stagioni di permanenza. Durante l'estate i dirigenti Giacchetti, Franceschini e Corrias scandagliano il panorama del futsal regionale in cerca di realtà interessate a unire le forze per una maggiore competitività nazionale. Il partner prescelto è il Toniolo Milano di cui acquisiscono la maggioranza mantenendone il titolo sportivo: la nuova società, denominata Lecco e Toniolo, disputa le gare di campionato presso il Centro Sportivo Fossati a Milano, mantenendo il PalaNovella come sede delle gare di Coppa Italia. La nuova squadra ottiene il settimo posto nel girone A di serie B.

### Il secondo ciclo e la serie A2
Il matrimonio dura un anno perché già nella stagione 2009-10, le due società prendono strade diverse. La squadra lecchese procede con una nuova fusione, questa volta con il Real Lecco neopromosso in serie C1. Il campo da gioco prescelto per le gare interne è il palazzetto dello sport di Rogeno mentre si torna alla denominazione Lecco Calcio a 5. La squadra ottiene la promozione in Serie B con quattro giornate di anticipo, mentre nella partita di Supercoppa di categoria disputatasi al termine del campionato, sul campo amico del PalaRogeno, esce sconfitta ai supplementari dalla squadra detentrice della Coppa Italia, F.C. Cassina de' Pecchi. Nella stagione in Serie B la squadra ottiene il terzo posto dietro la Reggiana e dietro alla Toniolo Milano vincitori del girone e promossi in serie A2; nei play-off i lariani vengono eliminati al secondo turno. Nella stagione 2011-12 la squadra arriva al secondo posto in campionato a un punto dalla Reggiana vincitrice del girone, oltre che l'eliminazione al secondo turno dei play-off. La rinuncia di alcune squadre favorisce tuttavia il ripescaggio del Lecco in serie A2: Nella stagione 2012-13 la squadra ottiene la conferma nella categoria anche per la stagione 2013-14. Allenatore subentrante è Gilbert Marques che seguirà la squadra anche per i successivi due anni in serie A2, l’ultimo dei quali, stagione sportiva 2014/2015, vede la squadra raggiungere il miglior piazzamento assoluto della sua storia con un (6º posto).
Nella stagione 2014/15 la formazione Under 21 allenata da mister Andrea Perugia si guadagna il diritto di partecipare alla più alta manifestazione italiana di futsal, le Final Eight di Coppa Italia, manifestazione che vede partecipe tutto il gotha del futsal che conta quando si affrontano le 8 migliori squadre della serie A maschile, serie A femminile ed Under 21.
Nella stessa stagione la società, in onore e ricordo del dirigente Giuseppe Vassena, che desiderava sognava la nascita di una squadra femminile, la società bluceleste si “tinge di rosa” aprendo alla squadra femminile. La squadra femminile vince campionato e Coppa Lombardia.

### Il terzo ciclo
La società decide, per la stagione 2015/2016, di ripartire dai campionati regionali iniziando un progetto basato sui giovani. Il campionato sarà quello regionale di serie C1, unitamente all’Under 21 e al femminile. Campo di gioco il Palasport di Annone Brianza. L’allenatore viene identificato in Claudio Sadi De Moraes, con esperienze nel futsal giovanile. Classe 1987, rivestirà anche il ruolo di giocatore.
Decide di “tornare” in bluceleste anche Alessandro Delaiti, che rifiuta altre offerte per accettare invece il progetto bluceleste. A dicembre il capitano Mirko Antonietti, dopo 5 stagioni e 178 reti segnati (record assoluto) lascia il Lecco, che decide di ritirare la sua maglia, la numero 8, consegnando la fascia ad Alessandro Delaiti.
La squadra vince la Coppa Lombardia, il campionato regionale con successiva promozione in Serie B, il campionato regionale Under 21 e diventano Campioni d'Italia vincendo la Coppa Italia nazionale, prima squadra lombarda a raggiungere tale traguardo.
Il ritorno in Serie B vede il Lecco chiudere il girone A in ottava posizione, raggiungendo inoltre gli ottavi di finale di Coppa Italia. L'Under 21 per il quarto anno consecutivo si assicura la vittoria del campionato regionale di categoria e si qualifica alla Final Eight. Nelle due stagioni successive la prima squadra lotta per tornare in A2 e in entrambi i campionati centra la qualificazione ai playoff. Chiusa a metà stagione l'avventura di Esteban Arellano come allenatore-giocatore, la società bluceleste affida la propria panchina a Gil Marques, confermandolo anche per il campionato successivo. La stagione 2019/20 vede la sospensione legata alla pandemia da COVID-19 e nell'estate 2020 il Lecco inizia un nuovo progetto con l'allenatore argentino Pablo Parrilla. Progetto che, al primo anno, porta i blucelesti alla vittoria del girone A di Serie B dopo l'avvincente il testa a testa con l'Elledì Fossano, tornando così in Serie A2 a cinque anni dall'ultima apparizione. Vince il campionato regionale Under 19

### La serie A2 (dal 2021)
Nella stagione 2021-22 (girone A) il Lecco si classifica 5^ ed accede ai playoff, dove però viene eliminata (5-2) dal Mantova Calcio a 5. Vince il campionato regionale Under 19 ela Coppa Lombardia Under 17
Nel campionato 2022-23 il Lecco si classifica 3º nel girone A, miglior piazzamento di sempre, e guadagna l'accesso alla nuova Serie A2 Élite. Nei playoff per salire in Serie A viene eliminato negli ottavi di finale dalla Sicurlube di Regalbuto. Poche settimane dopo mister Pablo Parrilla rassegna le sue dimissioni e come nuovo allenatore viene scelto Emanuele Fratini, reduce dall'esperienza in Serie A con il Pistoia. Vince il campionato regionale Under 17 e quello Regionale Under 17

### La Serie A2 Élite 2023-24
L'avventura nella nuova seconda serie nazionale inizia con il successo casalingo per 10-2 contro l'Alto Vicentino.

## Cronistoria
| Cronistoria del Lecco C5 |
| --- |
| - 2001 · Fondazione della Duemilauno Lecco C5 - 2001-02 · Attività amatoriale UISP. - 2002 · Affiliazione alla FIGC. - 2002-03 · 7ª in Serie D. - 2003-04 · 1ª in Serie D. Promossa in Serie C2 - 2004 · Assume la denominazione Lecco C5 - 2004-05 · 1ª nel girone B di Serie C2. Promossa in Serie C1 - 2005-06 · 2ª in Serie C1. Ripescata in Serie B. Vincitrice della Coppa Italia regionale (1º titolo). - 2006-07 · 8ª nel girone A di Serie B. Sedicesimi di finale di Coppa Italia di Serie B. - 2007-08 · 11ª nel girone A di Serie B Retrocessa in Serie C1. Sconfitta nei play-out dall'Aymavilles. 1º turno di Coppa Italia di Serie B. - 2008 · Fusione con il Toniolo Milano e nascita del Lecco & Toniolo C5. - 2008-09 · Inattiva. - 2009 · Separazione dal Toniolo Milano e fusione con il Real Lecco. Ritorno alla denominazione Lecco C5. - 2009-10 · 1ª in Serie C1. Promossa in Serie B. Sconfitta in Supercoppa Italia regionale dal Cassina de' Pecchi. - 2010-11 · 3ª nel girone A di Serie B. 2º turno dei play-off. 1º turno di Coppa Italia di Serie B. - 2011-12 · 2ª nel girone A di Serie B. Ripescata in Serie A2. 2º turno dei play-off. 1º turno di Coppa Italia di Serie B. - 2012-13 · 9ª nel girone A di Serie A2. - 2013-14 · 10ª nel girone A di Serie A2. - 2014-15 · 6ª nel girone A di Serie A2. - 2015 · Rinuncia alla Serie A2 e iscrizione in Serie C1. - 2015-16 · 1ª in Serie C1. Promossa in Serie B. Vince la fase nazionale della Coppa Italia regionale (1º titolo). - 2016-17 · 8ª nel girone A di Serie B. Ottavi di finale di Coppa Italia di Serie B. - 2017-18 · 4ª nel girone A di Serie B. 1º turno dei play-off 1º turno di Coppa Italia di Serie B. 1º turno della Coppa della Divisione. - 2018-19 · 4ª nel girone A di Serie B. Semifinalista play-off. 1º turno della Coppa della Divisione. 1º turno di Coppa Italia di Serie B. - 2019-20 · 7ª nel girone A di Serie B. 2º turno della Coppa della Divisione. 1º turno di Coppa Italia di Serie B. - 2020-21 · 1ª nel girone A di Serie B Promossa in Serie A2. Final Eight di Coppa Italia di Serie B. - 2021-22 · 5ª nel girone A di Serie A2. Eliminata ai primo turno play-off. - 2022-23 · 3ª nel girone A di Serie A2. Promossa in Serie A2 Élite. Eliminata ai primo turno play-off. |

## Statistiche e record

### Partecipazioni ai campionati
| Livello | Categoria | Partecipazioni | Debutto   | Ultima stagione |
| ------- | --------- | -------------- | --------- | --------------- |
| 2º      | Serie A2  | 5              | 2012-2013 | 2022-2023       |
| 3º      | Serie B   | 8              | 2006-2007 | 2020-2021       |
| 4º      | Serie C1  | 3              | 2005-2006 | 2015-2016       |
| 5º      | Serie C2  | 1              | 2004-2005 | 2004-2005       |
| 6º      | Serie D   | 2              | 2002-2003 | 2003-2004       |

## Palmarès

### Competizioni nazionali
- Coppa della Divisione: 1
2023-24
- Serie B: 1

2020-21 (girone A)
- Fase nazionale della Coppa Italia regionale: 1

2015-16

## Organigramma
• Vice presidente: Ercole Rusconi
• Direttore generale: Marcello Maruccia
• Direttore sportivo: Marcello Maruccia
• Addetto agli arbitri: Francesco Franceschini
• Responsabile under 19: Ciprian Ionel
• Allenatore 1ª squadra e under 19: Pablo Hernan Parrilla
• Fisioterapista: Michele Di Gregorio
• Medico Sociale: Romeo Sotiri
• Segreteria: Haji Mouza Teherani